# Adriers
Adriers là một xã, tọa lạc ở tỉnh Vienne trong vùng Nouvelle-Aquitaine, Pháp. Xã này có diện tích 68,09 km², dân số năm 2006 là 745 người. Xã nằm ở khu vực có độ cao trung bình 200 m trên mực nước biển. Dân địa phương danh xưng tiếng Pháp là Adriauds.

## Hành chính
| Danh sách các xã trưởng |                  |               |      |         |
| Giai đoạn               | Giai đoạn        | Tên           | Đảng | Tư cách |
| mars 2001               | tháng 3 năm 2008 | Jacques Dazas |      |         |
| mars 2008               |                  | Philippe Rose |      |         |

## Biến động dân số
| Năm | 1962  | 1968  | 1975 | 1982 | 1990 | 1999 | 2006 |
| --- | ----- | ----- | ---- | ---- | ---- | ---- | ---- |
| Dân số | 1 167 | 1 042 | 900  | 938  | 833  | 797  | 745  |
| From the year 1962 on: No double counting—residents of multiple communes (e.g. students and military personnel) are counted only once. |       |       |      |      |      |      |      |